# H. Hosahalli, Belur
H. Hosahalli là một làng thuộc tehsil Belur, huyện Hassan, bang Karnataka, Ấn Độ.